# Giulio Questi
Giulio Questi (* 18. März 1924 in Bergamo; † 3. Dezember 2014 in Rom) war ein italienischer Regisseur und Drehbuchautor.

## Leben
Questi arbeitete nach einem Abschluss in Literaturwissenschaften zunächst als Autor von Kurzgeschichten sowie als Journalist für Publikationen wie z. B. „Politecnico“ und „Milano Sera“. In den 1950er Jahren wandte er sich dem Film zu und drehte einige Dokumentarfilme, bevor er als Regieassistent (für einige der bedeutendsten Regisseure der damaligen Zeit) und Drehbuchautor im Spielfilmgeschäft Fuß fasste.
Sein erster Film war eine Episode von Le Italiane e l’amore 1962, wie er auch in den folgenden Jahren als Ko-Autor und -regisseur fungierte und weitere Beiträge zu Episodenfilmen drehte. Sein erster Langfilm war der bemerkenswerte Italowestern Töte, Django, der mit bis dahin ungesehener Härte, aber auch politischen Implikationen für Aufsehen sorgte. Questi verarbeitete darin seine Erfahrungen mit der Gewalt aus seiner Zeit im Widerstand. Seinem unkonventionellen Stil blieb er auch im nächsten Film – Die Falle – treu. 1972 ging Questi zum Fernsehen und drehte daneben noch etliche Kurzfilme, bis er 1994 in den Ruhestand ging.

## Filme
- 1961: Die Italienerin und die Liebe (Le Italiani e l'amore) (eine Episode)
- 1964: Nudi per vivere
- 1964: Amori pericolosi (eine Episode)
- 1966: Aber, aber, meine Herren… (Signore & signori) (als Schauspieler)
- 1967: Töte, Django (Se sei vivo spara)
- 1968: Die Falle (La morte ha fatto l’uovo)
- 1972: Arcana
- 1975: L’uomo della sabbia (Fernsehen)
- 1982: Vampirismus (Fernsehen)
- 1985: Quando arriva il giudice (Fernsehen)
- 1989: Il segno del comando (Fernsehen)
- 1992: Non aprire all’uomo nero (Fernsehen)
- 1994: Kommissar Sarti (Il commissario Sarti) (Fernsehreihe)